# Região Turística Grande Dourados
Região Turística Grande Dourados Sul-Mato-Grossense é a denominação dada pela indústria do Turismo exclusivamente à região da Grande Dourados, situado no sul do estado de Mato Grosso do Sul, que abrange 10 municípios: Caarapó, Deodápolis, Douradina, Dourados, Fátima do Sul, Glória de Dourados, Itaporã, Maracaju, Rio Brilhante e Vicentina. É uma das 10 regiões turísticas oficiais deste estado.
Nos últimos anos, os municípios pertencentes à Grande Dourados se organizaram para que a área recebesse sinalização turística por parte do Ministério da Integração Nacional. Também tem havido vários cursos profissionalizantes e de aperfeiçoamento para trabalhadores da indústria do turismo, além de esforços para a estruturação e comercialização dos roteiros turísticos da região.

## Território
Possui Limites com as Regiões Turísticas do Serra da Bodoquena, Vale das Águas, Costa Leste e Cone Sul

## Segmentos
- Turismo de negócios
- Turismo de eventos
- Turismo natural
- Tursimo histórico-cultural
- Tursimo lazer e entretenimento

## Atrativos
Sentir todas as culturas, experimentar o sabor da diversidade, ter novas oportunidades negócios, eventos e turismo, a região Grande Dourados é um ótimo local para se conhecer, possuindo atrativos naturais, histórico-cultural, lazer e entretenimento.
A Região Grande Dourados se localiza no sul de Mato Grosso do Sul é uma das 10 regiões turísticas de MS e sua população representa aproximadamente 20% do total do Estado com aproximadamente 400 mil habitantes. É considerada um dos pólos econômicos do Mato Grosso do Sul, por seu aspecto econômico baseada na agricultura, pecuária, indústria, comércio e também pela sua infra-estrutura e serviços que oferece. A região está formando sua identidade através da cultura e dos costumes de seu povo. Seu potencial turístico está sendo despertado na área de agroindústria, eventos, comércio e artesanato.
O espírito guerreiro e forte herdado dos indígenas e a força da agropecuária, refletem na cultura e nos costumes do povo desta região. Considerada um dos pólos econômicos do Mato Grosso do Sul, por seu aspecto econômico baseada na agricultura, pecuária, indústria, comércio e também pela sua infra-estrutura e serviços, possui entretenimento garantido em parques urbanos, cinema, teatro, museus, shopping e prédios históricos.

### Negócios e Eventos
As feiras agropecuárias, as festas de peão de boiadeiro, festas religiosas, festas tradicionais e muitos outros eventos do gênero, proporcionam a evolução dos mercados turísticos, entretenimento e de artesanato, consolidando a região, contribuindo e fortalecendo a inserção social, econômica e cultural das comunidades da região.

## Municípios
As cidades são hospitaleiras, tranqüilas e aconchegantes que recebem seus visitantes de braços abertos para diversão e lazer com suas animadas festas populares e comidas típicas o ano todo. São elas:
 Caarapó
O Balneário Municipal Ayrton Senna atrai diversos turistas todos os finais de semana, provenientes principalmente das cidades vizinhas. A Praça Central Mário Martines Ribeiro se tornou uma atração. Tem ainda o turismo rural onde inclui o Rio Piratini e a reserva indígena Te'Yikuê, localizada a 15 km da sede do município.
 Deodápolis
Cidade vizinha á Dourados, tem alguns hotéis.
 Douradina
Com cerca de 280 km² de área, é o menor município em área de Mato Grosso do Sul. Está situada a 5 km da BR-163.
 Dourados

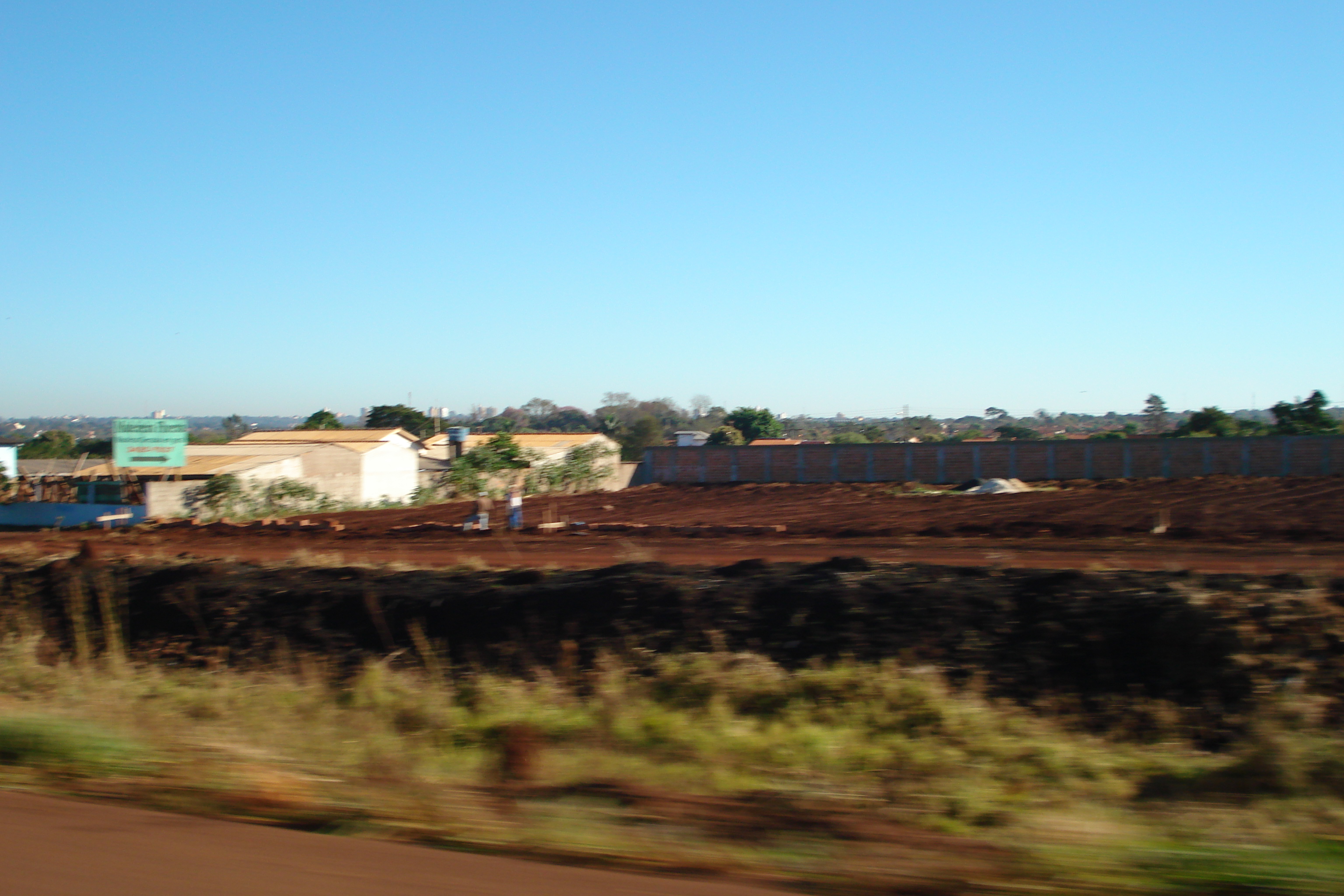
Região de Dourados

O município possui uma agenda cultural variada, atraindo muitos visitantes por eventos como o Encontro de Corais (reúne grupos corais do Brasil inteiro bem como de países vizinhos como Paraguai, Uruguai e outros), FESTUDO (Festival Universitário de Teatro de Dourados, festival onde participam Grupos do Brasil e de países vizinhos), Festa das Nações (com comidas típicas e apresentações culturais dos países participantes), Campeonato Brasileiro de Motocross e eventos científicos realizados em suas universidades (sendo no total 19 eventos locais).[carece de fontes?]
A cidade de Dourados também se destaca como cidade universitária, pois conta com 6 universidades, sendo duas delas públicas.[carece de fontes?]
 Fátima do Sul
A economia de Fátima do Sul baseia-se principalmente na agropecuária. A cidade situa-se ao lado da cidade de Dourados (40 km) e o maior cartão postal é o Parque Aquático situado na entrada da cidade, próxima à ponte sobre o rio Dourados.
No turismo tem destaque a ponte sobre o rio Dourados, Parque Aquático e Ambiental, Praça Central, Lago do Amor e a Pista de Motocross
 Glória de Dourados
Se destaca no turismo religioso. A cidade sedia a Paixão de Cristo.
 Itaporã
É conhecida como Cidade do Peixe, pois possui a maior lâmina d'água do estado em matéria de criação e produção de peixes.
Sua principal fonte econômica é a agricultura, pecuária e piscicultura, este último segmento com uma grande expansão na região. Um dos maiores frigoríficos do país fica localizado na própria cidade. Segundo noticiários da região no ano de 2003, setenta por cento da produção era exportada para Suíça, Alemanha, França, Inglaterra, Estados Unidos e Chile. As espécies produzidas a maior parte são as nativas, como o pacu e pintado.
 Maracaju
Graças à agropecuária, Maracaju acabou se desenvolvendo muito ao longo dos anos. Também foi importante ponto de passagem para a Estrada de Ferro Noroeste do Brasil, que vinha de São Paulo via Campo Grande.
É conhecida como a Capital da linguiça. Todo ano, é realizada a tradcional Festa da Linguiça de Maracaju. Com receita especial, o embutido ficou famoso ao entrar no Guinness World Records como a maior linguiça contínua do mundo. No ano de 2005, foram produzidas vinte toneladas desta iguaria. Comemora-se, no dia 11 de junho, o aniversário do município.
Na cidade, acontece, ainda, a Festa de São Sebastião.
 Rio Brilhante
A cidade possui fácil acesso às duas maiores cidades do estado: Campo Grande e Dourados. Rio Brilhante esta localizada ao Sudoeste de Mato Grosso do Sul. Região Agropecuária e Sucroalcooleira, pertencente à Microrregião da Grande Dourados.
Diante de uma vasta cultura, os costumes folclóricos são comemorados, e a maioria com sentido religioso.
A mais tradicional de todas, é a Festa do Divino Espírito Santo, que é comemorada em dois finais de semana, com a participação ativa da população, além da Festa Integrada, onde há participação de todas as escolas, entidades, associações de bairros.
 Vicentina
A cidade se situa próximo a Dourados e Fátima do Sul, cidade a qual é praticamente conurbada. A distância entre as duas é de menos de 10 km centro à centro, o que faz com que compartilhem certos serviços, como transporte por exemplo.

## Infraestrutura

### Transporte
A Grande Dourados é atendido pela rodovia BR-163, importante entroncamento rodoviário que atende o Sul, Centro-Oeste e Norte do Brasil. Outras rodovias importantes são BR-267 e BR-463.
O município de Dourados tem um aeroporto, recentemente reformado com recursos do ministério do Turismo, com pista de 2100 metros, comportando aeronaves de médio porte.
Há ainda uma antiga linha de transporte ferroviário que ligava Dourados até Campo Grande, que era feito pela RFFSA, mas que atualmente está desativada. Há projetos que vão recuperar esta antiga ferrovia.

### Hospedagem
A rede hoteleira é composta por variados tipos de hotéis.

### Saúde
Todas as cidades contam com hospitais públicos municipais.

### Segurança
A Grande Dourados é atendido por delegacias da polícia civil e militar.

### Comércio
A Grande Dourados é atendido principalmente por supermercados e lojas de conveniências. Na região de Dourados há pelo menos um grande shopping center. Também há várias opções de comércio 24 horas, principalmente postos de gasolina.

### Sistema bancário
Várias agências privadas e públicas, com destaque o Banco do Brasil e Caixa Econômica Federal

### Comunicações
A região é atendida pelas quatro operadoras de telefonia celular: Oi, Tim, Claro e Vivo